# Каругате
Каруга̀те (на италиански: Carugate, на западноломбардски: Carügàa, Карюгаа) е град и община в Северна Италия, провинция Милано, регион Ломбардия. Разположен е на 149 m надморска височина. Населението на общината е 14 555 души (към 2013 г.).